# Pawliwka (obwód wołyński)

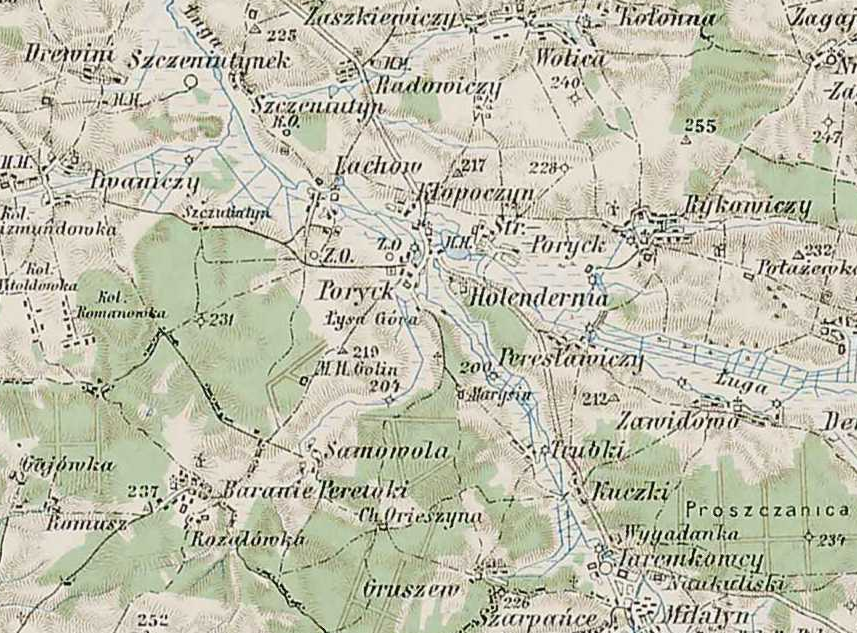
Poryck i okolice, mapa topograficzna, rok 1910

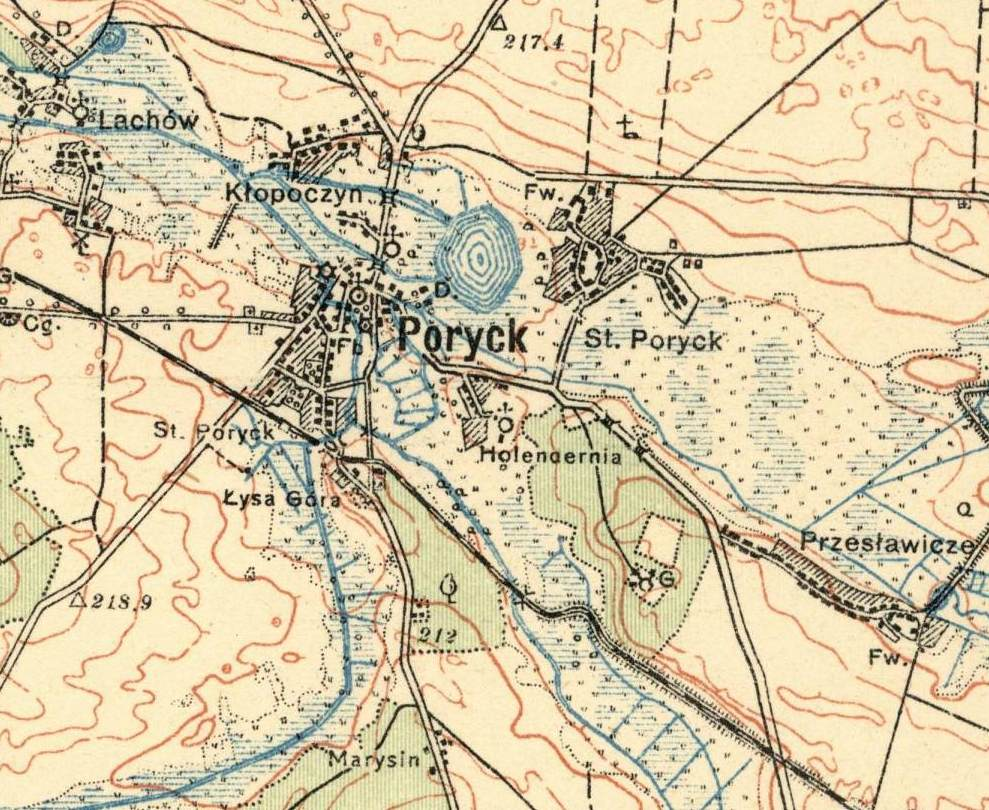
Poryck i okolice, mapa topograficzna WIG, rok 1926

Pawliwka, Poryck (ukr. Павлівка) – wieś na Ukrainie, w obwodzie wołyńskim, w rejonie włodzimierskim, nad Ługą, 8 km na wschód od Iwanicz i 62 km na zachód od Łucka. W 2001 roku liczyła 914 mieszkańców. We wsi znajdują się: urząd pocztowy, cerkiew, opuszczony kościół oraz pomnik ofiar rzezi wołyńskiej.
Do 2020 w rejonie iwanickim.

## Historia
Miejscowość po raz pierwszy zanotowana w 1405 roku kiedy kosztem Szczęsnego Czackiego wzniesiony został w niej katolicki kościół pod wyzwaniem św. Trójcy i św. Michała. Osadę w latach 1418-1419 książę wielki litewski Witold Kiejstutowicz nadał za wierną służbę Ilii (Eliaszowi) Wiaczkiewiczowi. W rodzinie tej pozostawała ona do roku 1500 kiedy syn Wasila Korybuta Fiodor pojął za żonę córkę Wiaczkiewiczów i zapoczątkował linię rodową Poryckich. Od tego momentu miejscowość stanowiła gniazdo rodowe książąt Poryckich wzmiankowane w pierwszej połowie XV wieku.
W 1557 roku król Zygmunt II August przez wzgląd na pożar miasta należącego do księcia Aleksandra Poryckiego ze Zbaraża uwolnił je na 10 lat od opłaty wszelkich ceł i myt, wyjąwszy od pogranicznych. Poryck przez lata pozostawał własnością polskich rodów szlacheckich, m.in. Koniecpolskich i Czackich. Przed I wojną światową nad tutejszym jeziorem stały dwa piętrowe, empirowe pałace Czackich zbudowane w 1806 roku przez Tadeusza Czackiego, jeden przeznaczony na bibliotekę i zbiory kolekcjonerskie, w którym przez kilka lat przechowywał pamiątki narodowe m.in. relikwię kości króla Bolesława Chrobrego, czy różnego rodzaju rzeczy pozyskane podczas przeprowadzania badań grobów Zygmunta Starego, Zygmunta Augusta i Anny Jagiellonki. Główny pałac zdobiła facjata oparta na czterech kolumnach doryckich. W 1916 roku został pałac obrabowany, zniszczono bibliotekę i zbiory porcelany. Natomiast drugi pałac, ów w którym mieszkał Tadeusz Czacki, spalony w 1915 roku przez wojska austriackie, znajduje się obecnie w stanie ruiny. Wraz z nim spaliło się też archiwum Czackich. Pozostała po Tadeuszu Czackim biblioteka z 15 tysięcy tomów wkrótce po jego śmierci w 1813 roku została wywieziona do Puław.
W 1816 Poryck odwiedził Julian Ursyn Niemcewicz i opisał go w „Podróżach historycznych”.
W czasie powstania listopadowego 11 kwietnia 1831 roku pod Poryckiem rozegrała się jedna z bitew wyprawy Dwernickiego na ziemie zabrane wygrana przez stronę polską. Polacy wzięli około 250 jeńców, 100 koni, oraz 200 sztuk broni i cały tabor. Po tym zwycięstwie generał Józef Dwernicki wydał odezwę do mieszkańców Ukrainy, Wołynia i Podola wzywającą ich do udziału w powstaniu.
W czasie powstania styczniowego doszło do zajęcia miasta przez siły polskie 2 listopada 1863, potem do obrony przed atakującymi Rosjanami, po czym powstańcy wycofali się z Porycka
W czasie I wojny światowej poważnie zniszczona została zabudowa miasta, w tym kościół i pałace.

### II wojna światowa
W czasie II Rzeczypospolitej miasto, liczące nieco ponad 2 tys. mieszkańców (w tym ok. połowa Żydów), należało do gminy Poryck w powiecie włodzimierskim, w województwie wołyńskim. Od północy graniczyło z wsiami Lachów i Kłopoczyn, od zachodu z Kolonią Romanowską, od południa z Samowolą i Peresławiczami, od wschodu zaś z Holendernią i Rukowiczami.
Podczas okupacji niemieckiej w pałacu Czackich znajdował się posterunek żandarmerii niemieckiej i Schutzmannschaftu. Niemcy eksterminowali żydowskich mieszkańców miasteczka. W pierwszej egzekucji, która odbyła się we wrześniu 1941 roku zginęło około 100 żydowskich mężczyzn. Pozostałych (900 osób) rozstrzelano we wrześniu 1942 roku. Wraz z nimi zabito podobną liczbę Żydów spoza Porycka.
W marcu 1943 roku policjanci ukraińscy z posterunku w Porycku zdezerterowali do UPA porywając i zabijając 7 Polaków. Wkrótce potem Niemcy wycofali się z miasteczka; Polacy zostali poddani terrorowi ukraińskich nacjonalistów. W dniach 11 i 12 lipca 1943 roku oddziały UPA i OUN-B wymordowały polską ludność miasteczka – około 200 osób. W późniejszym czasie spalono pałac Czackich.
18 lipca 1944 roku miejscowość zajęły wojska 1 Frontu Ukraińskiego Armii Czerwonej.

## Zabytki
- cerkiew (XVII wiek)
- drewniana synagoga (XVII wiek)
- kościół rokokowo-klasycystyczny pw. św. Trójcy i św. Michała Archanioła (XVIII wiek)
- mogiły i pomnik pomordowanych znajdujące się na miejscowym cmentarzu
- dwa jednopiętrowe pałace wybudowane w 1806 roku przez Tadeusza Czackiego w stylu empire. Pierwszy przeznaczony był na bibliotekę i zbiory sztuki. Po śmierci T. Czackiego w 1813 roku 15 tysięcy woluminów trafiło do Puław. Drugi z mansardą położoną na czterech doryckich kolumnach, w którym mieszkał T. Czacki został spalony, razem z archiwum Czackich, przez wojska austriackie 1915 roku podczas I wojny światowej. W 1916 r. pierwszy pałac obrabowano niszcząc bibliotekę i kolekcję porcelany. Drugi na początku XX w. był zupełną ruiną[4].